# Resolutie 2016 Veiligheidsraad Verenigde Naties
Resolutie 2016 van de Veiligheidsraad van de Verenigde Naties werd op 27 oktober 2011 door de VN-Veiligheidsraad aangenomen met unanimiteit van stemmen.
De resolutie beëindigde – op verzoek van Libië zelf – de autorisaties waarop de NAVO-missie in Libië gestoeld was.

## Achtergrond
Op 15 februari 2011 braken in Libië — in navolging van andere Arabische landen — protesten uit tegen het autocratische regime van kolonel Moammar al-Qadhafi.
Twee weken later had dit bewind de controle over een groot deel van Libië verloren na gewelddadige confrontaties tussen zijn aanhangers en tegenstanders.
Later probeerde hij de bevolking nog te paaien met geld, maar het geweld bleef aanhouden en vele Libiërs vluchten de grenzen met Egypte en Tunesië over.
Het merendeel van de internationale gemeenschap koos de zijde van de oppositie in Libië en overwoog sancties tegen het land.
Die oppositie slaagde erin — met aanzienlijke luchtondersteuning van de NAVO — zowat het hele land te veroveren en vormden een tijdelijke overgangsraad om het te besturen.
Na de dood van Qadhafi in oktober 2011 verklaarden ze Libië "bevrijd" en begon de overgang naar een nieuw democratisch regime.

## Inhoud

### Waarnemingen
Op 23 oktober had de Nationale Overgangsraad in Libië een bevrijdingsverklaring uitgevaardigd, na de dood van de voormalige Libische leider Qadhafi drie dagen eerder.
Nu volgend op het conflict moesten alle bevolkingsgroepen en ook vrouwen inspraak krijgen.
Het was ook van belang voor het behoud van de vrede dat de vluchtelingen konden terugkeren.
Bezorgdheid rees over het wapenbezit in Libië en rapporten over wraaknemingen, willekeurige arrestaties en onwettige executies.
De Libische autoriteiten werden opgeroepen de mensenrechten en fundamentele vrijheden te respecteren en haar verplichtingen onder het internationaal recht na te komen.
Ook de rechten van functionarissen van het vroegere regime moesten worden gerespecteerd.

### Handelingen
Men hoopte dat er snel een vertegenwoordigende regering zou komen in Libië.
Tijdens de overgang hiernaar moesten democratie, goed bestuur, ordehandhaving, verzoening en respect voor de mensenrechten centraal staan.
Men drong er bij de Libische autoriteiten sterk op aan om wraaknemingen, willekeurige arrestaties en onwettige executies te voorkomen en de bevolking, inclusief buitenlanders en Afrikaanse migranten, te beschermen.
Landen werden ook gevraagd samen met Libië te zorgen dat mensenrechtenschendingen niet ongestraft bleven.

#### Bescherming van burgers
De provisies in de paragrafen °4 (die lidstaten toestond het nodige, met uitsluiting van een invasie, te doen om de bevolking van Libië te beschermen als zij dreigden aangevallen te worden; hiermee werden de NAVO-bombardementen in Libië gelegitimeerd) en °5 (die Arabische landen vroeg mee te werken inzake de vorige paragraaf) van resolutie 1973 werden beëindigd met ingang op 31 oktober 2011 om 23:59.

#### No-flyzone
De paragrafen °6 (een totaal vliegverbod boven Libië) en °12 (inzake het afdwingen van dat verbod) werden op hetzelfde tijdstip beëindigd.

## Verwante resoluties
- Resolutie 1973 Veiligheidsraad Verenigde Naties
- Resolutie 2009 Veiligheidsraad Verenigde Naties
- Resolutie 2017 Veiligheidsraad Verenigde Naties
- Resolutie 2022 Veiligheidsraad Verenigde Naties

Lijst ·  1967 ·  1968 ·  1969 ·  1970 ·  1971 ·  1972 ·  1973 ·  1974 ·  1975 ·  1976 ·  1977 ·  1978 ·  1979 ·  1980 ·  1981 ·  1982 ·  1983 ·  1984 ·  1985 ·  1986 ·  1987 ·  1988 ·  1989 ·  1990 ·  1991 ·  1992 ·  1993 ·  1994 ·  1995 ·  1996 ·  1997 ·  1998 ·  1999 ·  2000 ·  2001 ·  2002 ·  2003 ·  2004 ·  2005 ·  2006 ·  2007 ·  2008 ·  2009 ·  2010 ·  2011 ·  2012 ·  2013 ·  2014 ·  2015 ·  2016 ·  2017 ·  2018 ·  2019 ·  2020 ·  2021 ·  2022 ·  2023 ·  2024 ·  2025 ·  2026 ·  2027 ·  2028 ·  2029 ·  2030 ·  2031 ·  2032